# جوني بارنز
جوني بارنز (بالإنجليزية: Johnnie Barnes)‏ هو لاعب كرة قدم أمريكية أمريكي، ولد في 21 يوليو 1968 في سوفولك في الولايات المتحدة.